# Acis fabrei
Acis fabrei oder auch Fabre-Knotenblume, ist eine zu den Amaryllisgewächsen (Amaryllidaceae) gehörende Art der Gattung Acis. Sie wurde mit den anderen Arten der Gattung von der Gattung der Knotenblumen (Leucojum) abgespalten. Deshalb ist Leucojum fabrei Quézel & Girerd ein Synonym aus der veralteten Klassifizierung.

## Beschreibung
Acis fabrei ist eine ausdauernde, krautige Pflanze, die Wuchshöhen von 10 bis 15 cm erreicht. Sie ist ein zwiebelbildender Geophyt und sieht der nahe verwandten Acis nicaeensis recht ähnlich, ist aber kleiner.
Das grasförmige Blattwerk ist dunkelgrün und wird 10 bis 17 cm lang und dabei nur 2–3 mm breit. Es ist zur Blütezeit halbaufrecht und liegt später ganz auf dem Boden auf. 
Die 2 cm großen, weißen und nickenden, kurz gestielten Blüten erscheinen endständig und immer einzeln am lang gestielten Blütenstand. Sie erscheinen im Spätfrühling nach den Blättern. Die Blüten bestehen aus sechs Tepalen (Perigonblättern) in zwei Kreisen. Die inneren drei Tepalen sind etwas breiter als die äußeren und laufen im Gegensatz zu diesen auch nicht spitz zu. Am Grund des Blütenstiels steht eine spaltige Spatha mit zwei aufrechten Ästen. Der Griffel ist etwas kürzer als die sechs Staubblätter mit langen gelben Antheren. Der Fruchtknoten ist unterständig im glockenförmigen Blütenboden. Es ist ein Diskus mit sechs aufrechten, kleinen „Zähnchen“ vorhanden.

## Vorkommen und Gefährdung
Acis fabrei kommt nur im französischen Département Vaucluse vor. Dort findet man sie z. B. in lichten Wäldern am Südhang des Mont Ventoux oder an den Ausgängen der Gorges de la Nesque. Die einzelnen Standorte sind sehr klein und umfassen jeweils nur wenige Exemplare. Die Gesamtpopulation beläuft sich auf etwa 5500 blühfähige Exemplare. Weil es so wenige Individuen gibt wird die Art von der IUCN als gefährdet eingestuft, wobei die Populationen in den letzten Jahren stabil sind. Sie ist streng geschützt.